# Kamienna Góra (Katowice)
Kamienna Góra – wzgórze położone w południowej części Katowic, w dzielnicy Murcki, na terenie kompleksu Lasów Murckowskich. Jest to naturalne wzniesienie o wysokości 267,5 m n.p.m. położone w Kotlinie Mlecznej. 
Wzgórze pod względem geologicznym położone jest w zapadlisku górnośląskim, które w okresie karbonu zostało wypełnione osadami. Wzgórze zbudowane jest z warstw gogolińskich (składają się na nie wapienie płytowe, faliste oraz margle) wykształconych w okresie wapienia muszlowego w środkowym triasie, które osadziły się na skałach karbońskich. Ich miąższość dochodzi do 40 metrów. Jest to jedna z wysp triasowych, która nie została przykryta przez utwory czwartorzędowe. W czwartorzędzie wokół wzgórza wody z topniejącego lądolodu w czasie zlodowacenia środkowopolskiego spowodowały zasypanie obniżeń dolinnych, tworząc równiny sandrowe.
Obszar Kamiennej Góry był dawniej miejscem wydobywania dolomitów. W rzeźbie terenu wytworzyły się liczne jary i zagłębienia. Pod względem hydrologicznym Kamienna Góra położona jest w zlewni Mlecznej. 
Obszar Kamiennej Góry jest bardzo bogaty pod względem przyrody ożywionej. Jest terenem o podwyższonej wartości przyrodniczej, nieobjętej ochroną prawną. W nim znajdują się siedliska rzadkich i chronionych gatunków roślin, wśród których jest pokrzyk wilcza jagoda i wawrzynek wilczełyko. Rosną one na obszarze 20,9 ha lasu mieszanego.
Przez Kamienną Górę prowadzi Szlak Ochojski.

## Galeria

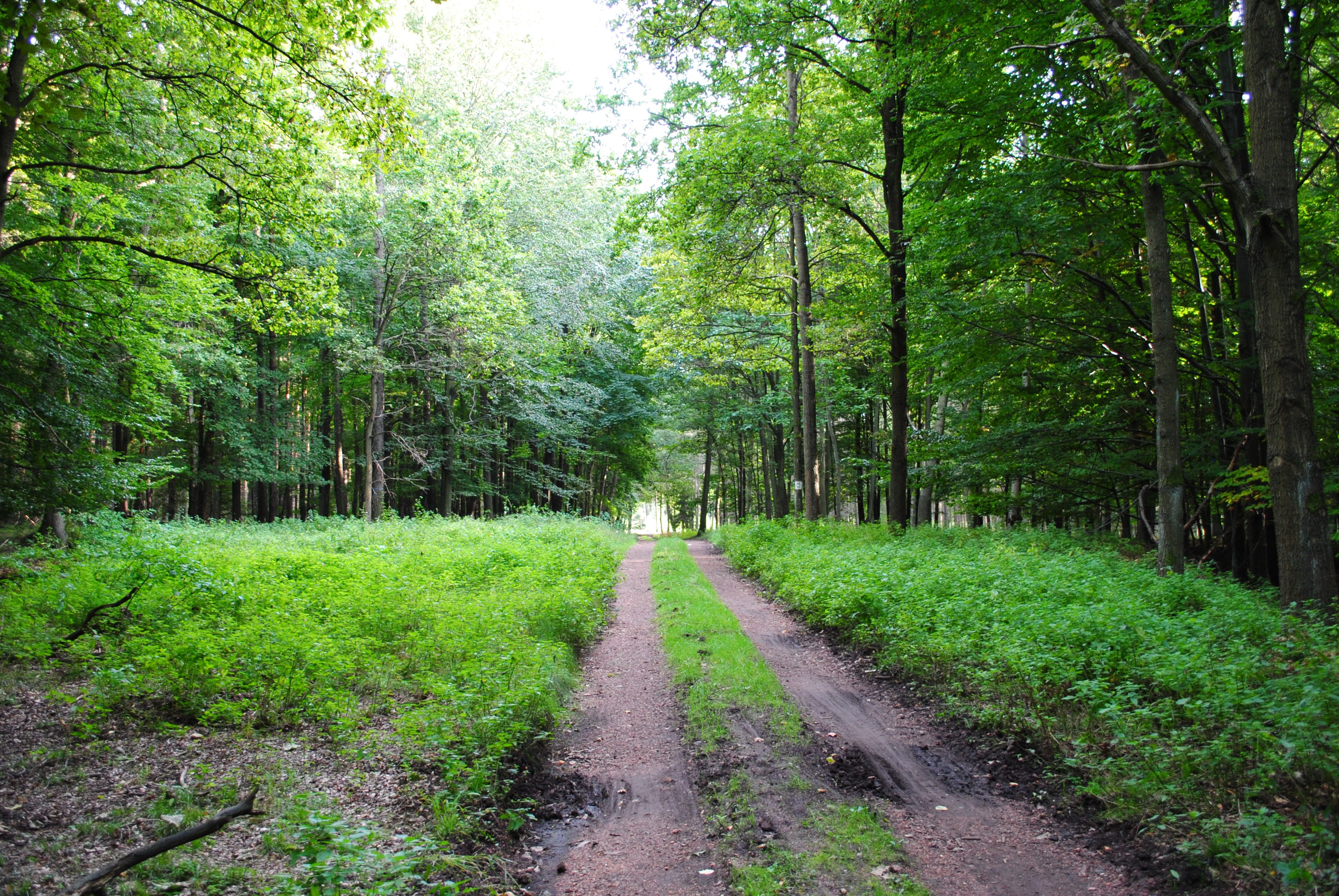
Dukt leśny przebiegający przez Kamienną Górę
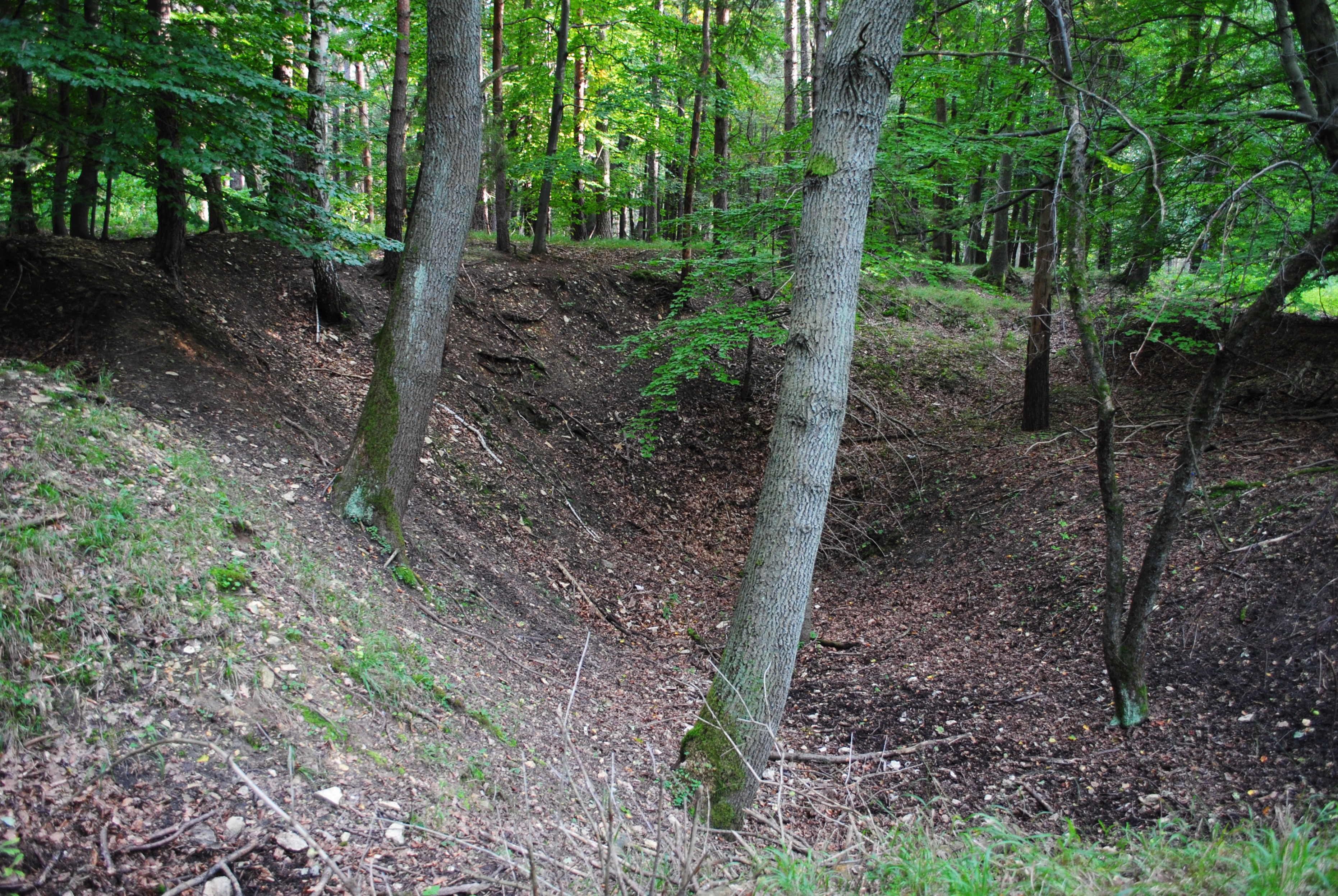
Jedno z licznych zagłębień w rejonie Kamiennej Góry
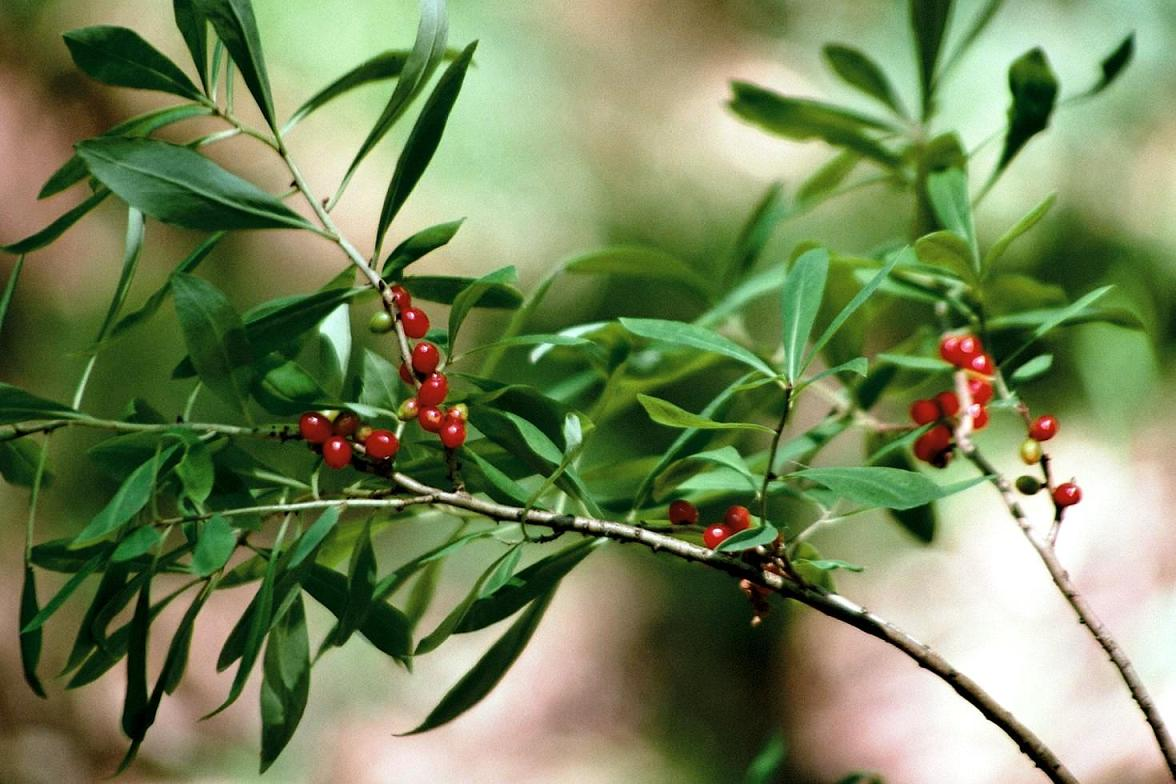
Stanowisko wawrzynka wilczełyka na Kamiennej Górze